# آل قحطان
آل قحطان قرية تتبع مركز وادي زيد، محافظة النماص في منطقة عسير في جنوب غرب السعودية.

## أنظر أيضًا
- آل مسلمة
- آل مطاعن (جازان)
- آل ناشر